# Māmenān-e Soflá
Māmenān-e Soflá (persiska: مامنان سفلى) är en ort i Iran.   Den ligger i provinsen Kermanshah, i den nordvästra delen av landet, 500 km väster om huvudstaden Teheran. Māmenān-e Soflá ligger 1 454 meter över havet och antalet invånare är 166.
Terrängen runt Māmenān-e Soflá är lite kuperad.Runt Māmenān-e Soflá är det ganska glesbefolkat, med 48 invånare per kvadratkilometer. Närmaste större samhälle är Javānrūd, 7,3 km norr om Māmenān-e Soflá. Trakten runt Māmenān-e Soflá består i huvudsak av gräsmarker.